# Pseudoramibacter alactolyticus
Pseudoramibacter alactolyticus è una specie di batterio appartenente alla famiglia delle Eubacteriaceae.